# Helena Sverkersdotter
Helena Sverkersdotter († wahrscheinlich vor 1251) war eine schwedische Prinzessin.
Ihre Eltern waren König Sverker II. Karlsson und dessen Frau Benedikte Ebbesdotter aus dem dänischen Hvide-Geschlecht. Spätestens in den 1220er Jahren heiratete sie Sune Folkesson aus dem Geschlecht der Folkunger.
Helena wird in zwei zeitgenössischen Urkunden von 1237 und 1240 erwähnt, die sich mit Schenkungen an die Kirche befassen. Die erste ging an das Kloster Vreta, die zweite an das Kloster Alvastra.
In einem Gedicht aus der Mitte des 14. Jahrhunderts, das in einer Abschrift aus dem Ende des 16. Jahrhunderts erhalten ist, wird behauptet, sie sei Nonne im Kloster Vreta gewesen und von dort von Sune Folkesson entführt worden. Diese Entführung ist allerdings in keinen Annalen erwähnt. Im 18. Jahrhundert schrieb Magnus Borænius, dass die Entführung 1210 stattgefunden habe und sie nach dem Tode ihres Mannes Äbtissin des Klosters geworden sei. Ihre Tochter Katarina Sunesdotter vermählte sich 1243 oder 1244 mit König Erik IX.